# 진보전진당

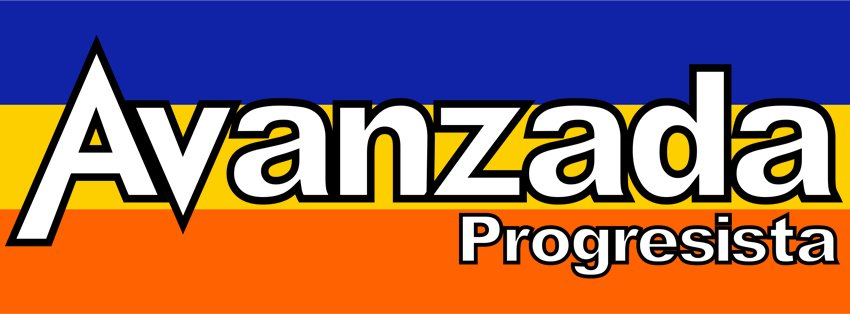

진보전진당(스페인어: Avanzada Progresista)은 베네수엘라의 정당으로, 포데모스, 모두를 위한 조국, 연합사회당 탈당파들에 의해 창당되었다. 현재 후안 호세 몰리나가 이 당의 총서기를 지내고 있다.

## 역대 선거 결과

### 대통령
- 2018년 - 헨리 팔콘 - 낙선